# 坂誥秀一
坂誥 秀一（さかづめ ひでいち、1936年（昭和11年）1月26日 - ）は、日本の考古学者。立正大学名誉教授・同特別栄誉教授。同大学元学長（第27代）、品川区立品川歴史館館長を歴任。武蔵野文化協会会長。2012瑞宝中綬章受章。

## 略歴
東京都出身。立正大学付属立正中学校・高等学校を経て1958年（昭和33年）、立正大学文学部史学科卒業。1960年（昭和35年）、同大学院文学研究科国史学専攻修士課程修了。同大学助手・助教授・教授。1998年（平成10年）から2001年（平成13年）まで第27代学長。2006年（平成18年）定年退任、名誉教授。2012年（平成24年）春瑞宝中綬章叙勲。2020年（令和2年）特別栄誉教授。

## 著書
- 『新座 埼玉県北足立郡新座町大和田跡見学園女子大学構内遺跡の調査』（吉川弘文館、1965年）
- 『歴史考古学研究』1・2（ニュー・サイエンス社、1969年→1982年）
- 『歴史考古学の構想と展開』（雄山閣、1977年）
- 『仏教考古学調査法』（ニュー・サイエンス社、1978年）
- 『図録歴史考古学の基礎知識』（柏書房、1980年）「図録歴史考古学入門事典」改題
- 『日本考古学文献解題』1・2（ニュー・サイエンス社、1983-1985年）
- 『歴史考古学の視角と実践』（雄山閣、1990年）
- 『日本考古学の潮流』（学生社、1990年）
- 『読書の考古学』（甎全舎、1996年）
- 『太平洋戦争と考古学』（吉川弘文館、1997年）
- 『仏教考古学の構想　その視点と展開』（雄山閣、2000年）
- 『歴史と宗教の考古学』（吉川弘文館、2000年）
- 『トポスの考古学』（アムリタ書房、2006年）
- 『私の考古遍歴』（雄山閣、2006年）
- 『先学に学ぶ日本考古学』（雄山閣、2008年）
- 『日本考古学文献ガイド』（ニューサイエンス社、2010年）
- 『仏教の考古学』上・下（雄山閣、2021年）

## 共編著
- 武蔵新久窯跡 考古学調査報告 雄山閣出版 1971
- 仏教考古学序説 シンポジウム 雄山閣出版 1971
- 江戸以前 埋もれた東京を掘る 正続 永峯光一共編 東京新聞出版局 1981-1982
- 板碑研究入門 ニュー・サイエンス社 1982.9
- 日本歴史考古学を学ぶ 森郁夫共編 有斐閣選書 1983-1986
- 板碑の総合研究 1-2 柏書房 1983
- 武蔵八坂前窯跡 考古学調査報告 雄山閣出版 1984.5
- 出土渡来銭 中世 ニュー・サイエンス社 1986.3
- 論争・学説日本の考古学 全6巻 桜井清彦共編 雄山閣出版 1986-1988
- 江戸町の風光 立正大学文学部公開講座録 名著出版 1989.9
- 歴史考古学の問題点 近藤出版社 1990.5
- 考古学から古典を読む 斎藤忠共編 雄山閣出版 1993.12
- 中世考古学への招待 雄山閣出版 2000.9
- 仏教考古学事典 雄山閣 2003.5
- 新日本考古学小辞典 江坂輝彌、芹沢長介共編 ニュー・サイエンス社 2005.5
- 近世大名家墓所の調査 芳心院殿妙英日春大姉墓所 日蓮宗不變山永壽院調査・編集 雄山閣 2009.3

## 記念論集
- 考古学の諸相 坂誥秀一先生還暦記念論文集 1996.1
- 考古学の諸相2 坂誥秀一先生古稀記念論文集 匠出版 2006.1